# Bad Liebenwerda
Bad Liebenwerda (baix sòrab Rukow) és un municipi alemany que pertany a l'estat de Brandenburg. Es troba a la vora del riu Schwarze Elster, a 57 km al nord-oest de Dresden i 28 km a l'est de Torgau. Limita amb els municipis d'Elsterwerda, Mühlberg i Uebigau-Wahrenbrück, Röderland i Elsterland. També fa frontera amb l'estat de Saxònia concretament amb els municipis de Nauwalde i Zeithain.

## Història
La primera vegada que apareix esmentat el municipi és el 1231 com a Lievenwerde. El significat del nom pot venir de Liev (alemany :vida) o Lieb (alemany: amor) i -werde de werda que significa illa, del seu emplaçament en una illa al mig del riu. En el document del 1231 s'esmenta un tal Otto d'Ileburg, algutzir de Lievenwerde, i Plebanus Walterus, un prior. Liebenwerde es desenvolupà sota la protecció d'un castell voltat d'aigua en l'illa d'Elster, del qual resta una torrassa anomenada Lubwartturm. El primer esment de Liebenwerda com a ciutat és del 1304. El municipi forma part de l'Electorat de Saxònia i el Regne de Saxònia fins a 1815. D'acord amb el Congrés de Viena la seva zona passà a formar part del Regne de Prússia com a districte Liebenwerda. Des de 1905 té el municipi una clínica spa. Des de 1925 la paraula Bad forma part del nom de la localitat.

## Demografia
- Evolució demogràfica en els límits de 2013
- Evolució actual i les previsions demogràfiques

| Any  | Població |
| ---- | -------- |
| 1875 | 7 715    |
| 1890 | 8 058    |
| 1910 | 9 075    |
| 1925 | 9 943    |
| 1933 | 10 257   |
| 1939 | 11 012   |
| 1946 | 14 574   |
| 1950 | 14 459   |
| 1964 | 13 316   |
| 1971 | 13 548   |
| 1981 | 12 690   |
| 1985 | 12 445   |
| 1989 | 12 123   |

| Any  | Població |
| ---- | -------- |
| 1990 | 11 937   |
| 1991 | 11 703   |
| 1992 | 11 677   |
| 1993 | 11 733   |
| 1994 | 11 638   |
| 1995 | 11 649   |
| 1996 | 11 574   |
| 1997 | 11 590   |
| 1998 | 11 593   |
| 1999 | 11 483   |

| Any  | Població |
| ---- | -------- |
| 2000 | 11 326   |
| 2001 | 11 231   |
| 2002 | 11 068   |
| 2003 | 10 981   |
| 2004 | 10 866   |
| 2005 | 10 720   |
| 2006 | 10 573   |
| 2007 | 10 391   |
| 2008 | 10 236   |
| 2009 | 10 038   |

| Any  | Població |
| ---- | -------- |
| 2010 | 9 973    |
| 2011 | 9 772    |
| 2012 | 9 634    |
| 2013 | 9 486    |
| 2014 | 9 411    |
| 2015 | 9 305    |
| 2016 | 9 283    |
| 2017 | 9 282    |
| 2018 | 9 188    |
| 2019 | 9 140    |